# Intermarium

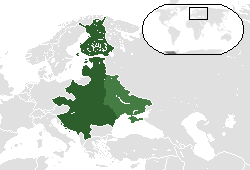
Proyecto de Józef Piłsudski para crear una federación en Europa oriental, Międzymorze, bajo el dominio de Polonia.

Międzymorze fue el nombre dado por Józef Piłsudski a su proyecto de federación entre Bielorrusia, Lituania, Polonia y Ucrania, bajo la dirección polaca. La federación se propuso siguiendo el modelo de la Mancomunidad de Polonia-Lituania de los siglos XIV al XVIII, y se habría extendido desde el mar Báltico hasta el mar Negro, al incorporar a Bielorrusia y Ucrania. Además, otros países fueron invitados a unirse a esta federación, como fue el caso de los países bálticos (Estonia, Letonia y Lituania), Checoslovaquia, Finlandia, Hungría, Rumanía y Yugoslavia.
El término polaco Międzymorze (de między, "entre"; y morze, "mar"; es decir: 'entre mares') es traducido en latín como Intermarium.

## Antecedentes históricos

### La República de las Dos Naciones
La República de las Dos Naciones y la alianza militar correspondiente habían llegado como respuesta mutua a la amenaza que representaba la Orden Teutónica. Esta Unión se había forjado por la unión personal en 1385 de la reina de Polonia, Eduviges y del gran duque de Lituania, Vladislao, quien de ese modo accedió al trono con el nombre de Vladislao II Jagellon. Este acuerdo se había reforzado con la Unión de Lublin en 1569, cuando los dos estados se fusionaron en una federación, la República de las Dos Naciones (en polaco: Rzeczpospolita Obojga Narodów) o República de Polonia-Lituania, que fue hasta el siglo XVII el estado de Europa de mayor tamaño. Los recursos combinados le permitieron enfrentarse a la Orden Teutónica, a los mongoles, rusos, turcos y suecos, durante cuatro siglos hasta el siglo XVII, cuando, debilitada por sus vecinos, el territorio de la República sufrió varias particiones. Durante la República, se llevaron a cabo propuestas para formar un nuevo estado: la República tripartita de Polonia-Lituania-Moscovia o la República tripartita de Polonia-Lituania-Rutenia, pero esos proyectos no llegaron a fructificar.

### El plan del príncipe Adam Jerzy Czartoryski
Entre el Levantamiento de Noviembre de 1830 y el Levantamiento de Enero de 1863, la idea de hacer resucitar la República de las Dos Naciones es evocada por parte del príncipe Adam Jerzy Czartoryski, por aquella época exiliado en París. Estadista visionario, antiguo amigo y confidente del zar Alejandro I de Rusia, Czartoryski ejerce funciones de ministro de Asuntos Exteriores de una Polonia que no existe. Argumentando que Rusia debería preferir rodearse de amigos que de esclavos, escribió:

Después de extender su influencia al sur y al oeste, y darse el caso de que por la naturaleza de las cosas de que no es posible que se extienda al este y al norte, Rusia se convierte en una continua fuente de amenaza para Europa

Czartoryski, que también había comprendido que Prusia sería una amenaza en el futuro, se mostró partidario de que se incorporara el este de Prusia en una Polonia resucitada. Sin embargo, por encima de todo, aspiraba a reconstruir (con el apoyo de los franceses, británicos y turcos) una República de Polonia-Lituania federada con los checos, eslovacos, húngaros, rumanos y todos los eslavos del sur de la futura Yugoslavia. Polonia, en su concepto, hubiera podido actuar como mediadora en los conflictos entre húngaros y eslavos, y entre húngaros y rumanos. 
El proyecto de Czartoryski estuvo a punto de cristalizar durante el periodo de la Revolución de 1848-1849 pero fracasó por falta de apoyo del Oeste, por la intransigencia húngara hacia los checos, eslovacos y rumanos, y por el ascenso de nacionalismo alemán. Sin embargo, esta tentativa significó un vínculo entre la federación Jogalia del siglo XVI y el programa de federación Prometeísta de Józef Piłsudski tras la Primera Guerra Mundial.

## El concepto deMiędzymorze

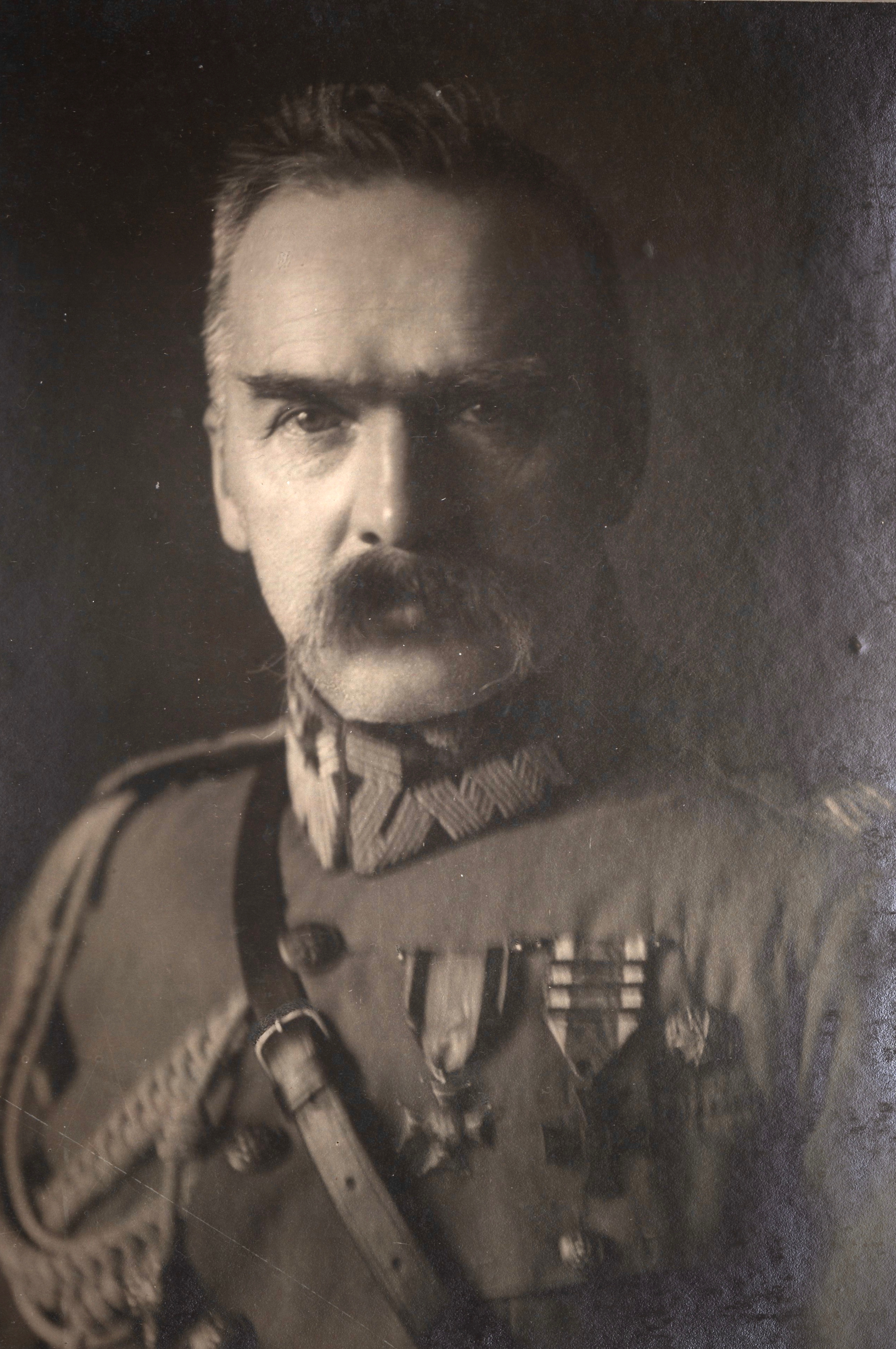
Józef Piłsudski.

El objetivo estratégico de Józef Piłsudski era resucitar una forma moderna de la antigua República, a la vez que fomentaba la desintegración del Imperio ruso, y luego de la Unión Soviética, por sus componentes étnicos (el último era su proyecto Prometeísta). Algunas décadas más tarde, la creación de la Unión Europea y el final de la Unión Soviética en 1991 se acercaron algo a esta visión, que debía convertir esta tercera Europa invulnerable a sus antagonistas históricos (Alemania y Rusia) de Polonia.
El sueño de Józef Piłsudski se encontró con la oposición de prácticamente todas las partes interesadas. Los soviéticos utilizaron su influencia para contrarrestarlo. Los aliados occidentales temían que una Alemania y una Rusia debilitadas fueran incapaces de pagar las indemnizaciones de la Primera Guerra Mundial, y que el equilibrio europeo se rompiera por la acción coordinada de los países que acababan de alcanzar su independencia. Los lituanos, ucranianos y otros pueblos invitados a integrarse en esta federación temían comprometer de un modo u otro su reciente independencia. No tardó mucho tiempo en estallar una guerra abierta entre Polonia y la Rusia soviética. Además, varias guerras entre Polonia y Lituania y Polonia y Ucrania, y conflictos fronterizos entre Polonia y Checoslovaquia, estallaron por todas partes. 
Además y por último, muchos políticos polacos como Roman Dmowski se opusieron a la idea de una federación multicultural, ya que preferían trabajar en una Polonia nacionalista y religiosa y étnicamente pura. Tras la Guerra entre Polonia y la Unión Soviética, el concepto de Piłsudski de una federación de países del centro y del este de Europa había perdido cualquier esperanza de llegar a buen fin. Sólo cuatro años después de su muerte, todos los países que habían velado de modo tan celoso por su independencia fueron engullidos por sus vecinos, alemanes y soviéticos. 
Una última versión del proyecto de federación fue la que propuso el ministro  de asuntos exteriores Józef Beck, un protegido de Józef Piłsudski. Contempló una Unión de Centroeuropa que agruparía Checoslovaquia, Hungría, Escandinavia, los Países Bálticos, Italia, Rumanía, Bulgaria, Yugoslavia y Grecia, que iría no sólo desde el Báltico hasta el mar Negro, sino desde el Ártico hasta el Mediterráneo. Este régimen político, que hubiera abarcado a unos 150 millones de europeos, con una política exterior común, hubiera formado una fuerza capaz de resistir a la Alemania nazi por el oeste y a la Unión Soviética por el este.

## Segunda Guerra Mundial
El concepto de una Unión Europea Central —una entidad geopolítica que hubiera abarcado territorio entre los mares Báltico, Negro, Adriático y Egeo— fue recuperado por el gobierno polaco en el exilio de Władysław Sikorski durante la Segunda Guerra Mundial. Una primera etapa para su implementación, las discusiones entre los gobiernos en el exilio de Polonia y Checoslovaquia sobre una posible unión, fracasaron al final por las dudas de los checoslovacos y por la indiferencia, cuando no hostilidad, aliada. 
Más recientemente, tras el final de la hegemonía soviética, el proyecto resurgió bajo nombres diferentes como Intermarum o Intermarium (forma latina de Międzymorze). En esta última versión, la federación pasaría a ser un componente más de la Unión Europea. De ese modo, Intermarum podría defender mejor a sus Estados miembros contra el dominio de los países más ricos y más poderosos de Europa occidental.